# Senec (district de Rakovník)
Pour les articles homonymes, voir Senec (homonymie).
Senec (en allemand : Senetz) est une commune du district de Rakovník, dans la région de Bohême-Centrale, en République tchèque. Sa population s'élevait à 262 habitants en 2020.

## Géographie
Senec se trouve à 4,5 km au sud-sud-ouest de Rakovník et à 51 km à l'ouest de Prague.
La commune est limitée par Senomaty et Lubná au nord, par Pavlíkov à l'est, par Hvozd au sud et par Příčina à l'ouest.

## Histoire
La première mention écrite de la localité date de 1088.

## Transports
Par la route, Senec se trouve à 6,5 km de Rakovník et à 64 km du centre de Prague.